# Cheilolejeunea parvidens
Cheilolejeunea parvidens là một loài Rêu trong họ Lejeuneaceae. Loài này được B. Thiers mô tả khoa học đầu tiên năm 1997.